# کارلوس بریتو
کارلوس بریتو (انگلیسی: Carlos Brito) (زاده ۱۹۶۰) کارآفرین، بازرگان و مدیر ارشد اجرایی برزیلی است، که در حال حاضر به‌عنوان مدیر عامل اجرایی شرکت انهایزر-بوش اینبیف فعالیت می‌نماید. وی سابقه مدیریت در شرکت‌های رویال داچ شل و دایملر-بنز را در کارنامه خود دارا می‌باشد.